# Oligoclasa
La oligoclasa es un mineral del grupo de los silicatos, subgrupo tectosilicatos y dentro de ellos pertenece a los feldespatos denominados plagioclasas. Es un aluminosilicato de sodio y calcio, con mucho más sodio (79-90%) que calcio (10-30%). Presenta un aspecto de cristales bien formados blancos, frecuentemente en macla.
Es un miembro intermedio de la serie de solución sólida de las plagioclasas, cuyos extremos son la albita (plagioclasa de sodio) y la anortita (plagioclasa de calcio). Por ello, a veces es considerada como una variedad de la albita.
El nombre de oligoclasa fue dado por August Breithaupt en 1826 y deriva del griego  ολίγος (oligos, 'pequeño')  y  κλάσις (clasis, 'romper') y significa 'pequeñas roturas', porque se pensaba que el mineral tenía una escisión menos perfecta que la albita. Había sido reconocido previamente como una especie distinta por Jöns Jacob Berzelius en 1824, y fue nombrado por él como soda-spodumene (Natron-spodumen), debido a su semejanza en aspecto al espodumena. Sinónimos muy poco usados en español son: amansita, amantita, amausita u oligoclasita.

## Variedades semipreciosas

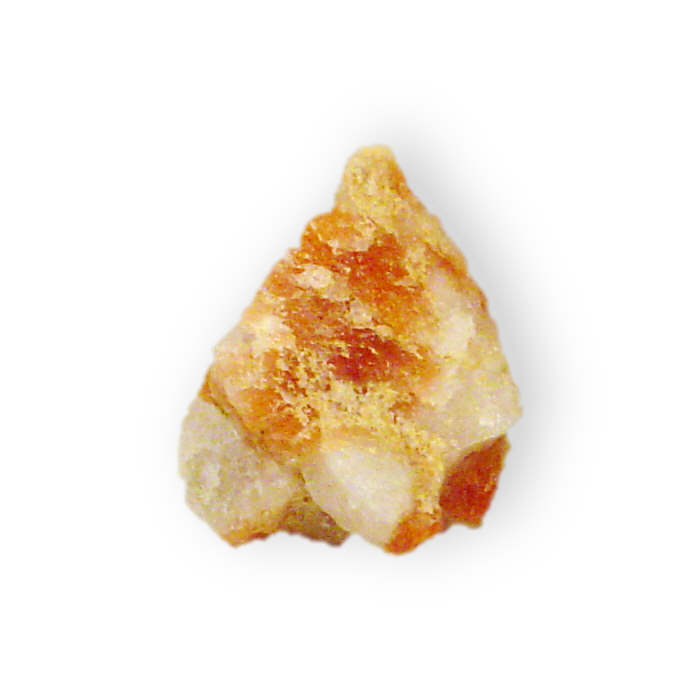
Variedad piedra de sol

La variedad piedra de sol tiene destellos de color rojizo producidos por inclusiones de hematita.
La variedad piedra de luna muestra reflejos similares a la labradorescencia pero incoloros y por tanto muy distintos a los de la labradorita, que son producidos por crecimiento de pequeños cristales laminares dentro del cristal de piedra de luna en el momento de cristalizar. El efecto luminoso es producido porque el rayo de luz que entra es refractado en dos al atravesar la primera lámina, cuando llega a la segunda vuelve a ser refractado y así sucesivamente, produciendo un reflejo global similar a la luz de la Luna.

## Ambiente de formación
Se forma en rocas ígneas y pegmatíticas, del tipo del granito y la sienita, en las que es uno de los principales componentes minerales.
Por su ambiente de formación, los minerales a los que normalmente aparece asociada en ambos tipos de roca son cuarzo, moscovita y feldespatos potásicos.

## Localización, extracción y uso
Algunas variedades de oligoclasa son bien conocidas y se han usado como piedras semipreciosas, la piedra de sol y la piedra de luna, siendo pulidas en forma de cabujón para su inclusión en collares y otros elementos de joyería.
Se han encontrado notables yacimientos en  Sri Lanka, Estados Unidos, Suecia, Rusia y Canadá. La piedra del sol se encuentra en estos dos últimos y en Noruega.